# Pseudagrion microcephalum
Pseudagrion microcephalum är en trollsländeart som först beskrevs av Jules Pièrre Rambur 1842.  Pseudagrion microcephalum ingår i släktet Pseudagrion och familjen dammflicksländor. IUCN kategoriserar arten globalt som livskraftig. Inga underarter finns listade i Catalogue of Life.

## Bildgalleri

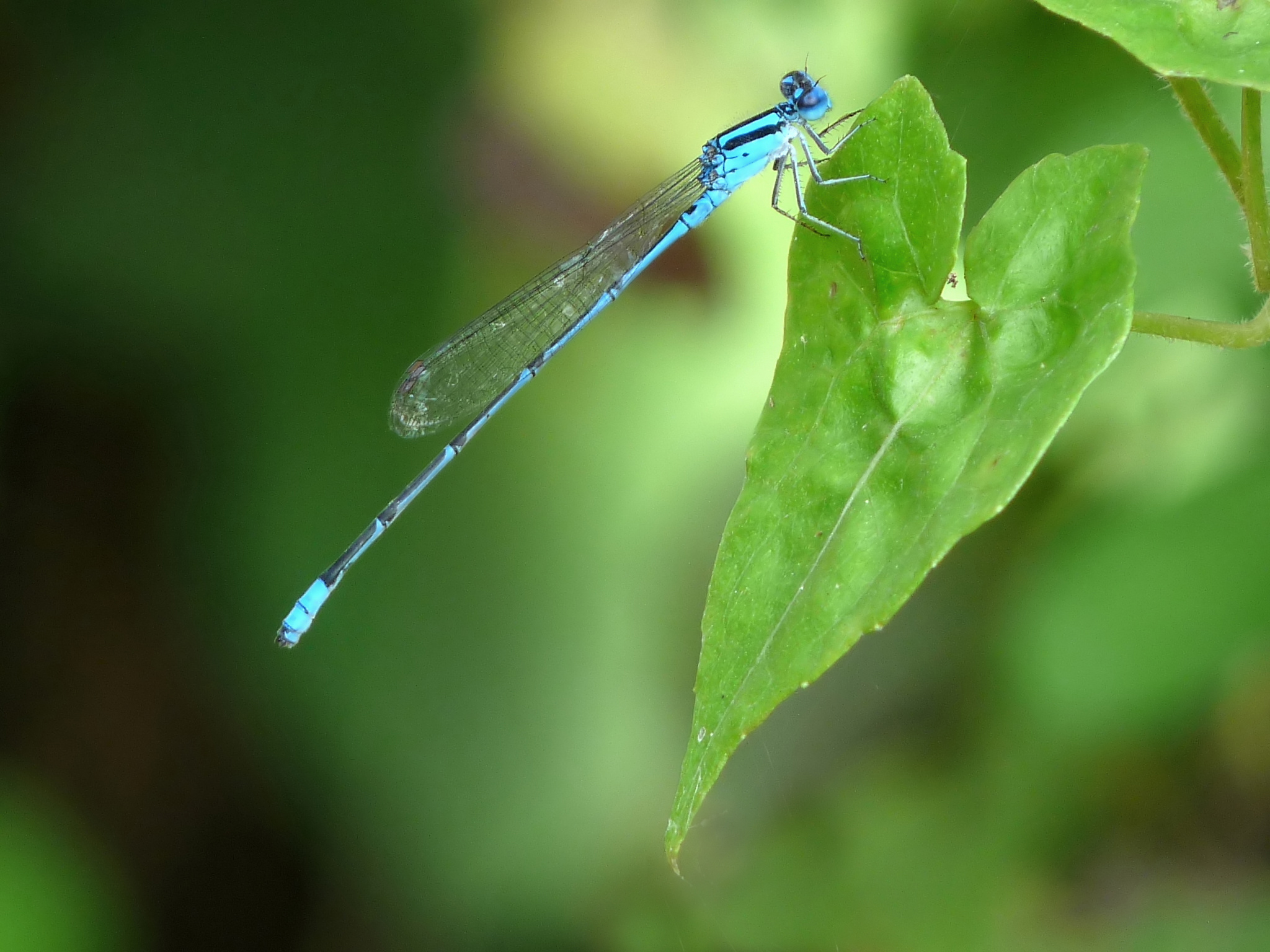
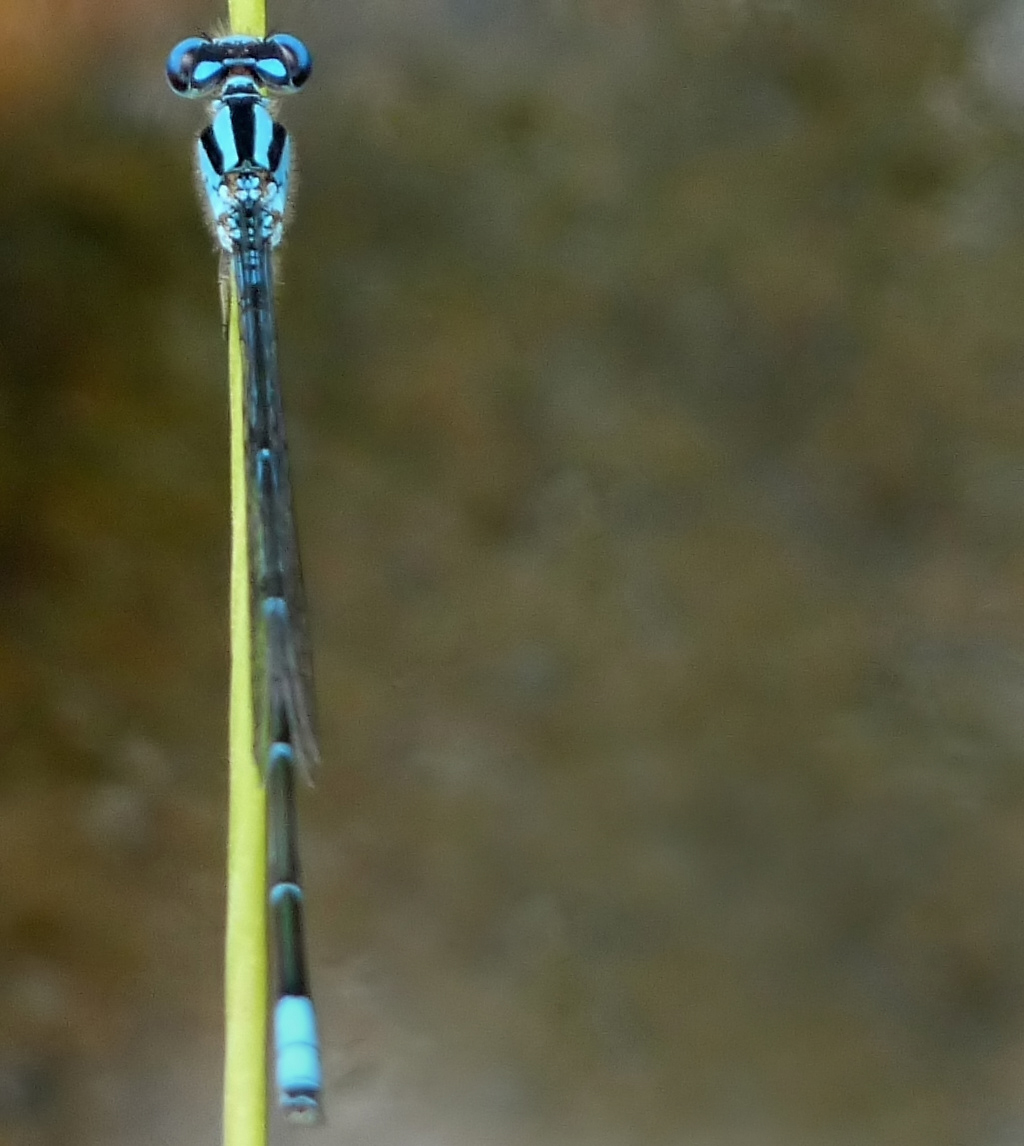
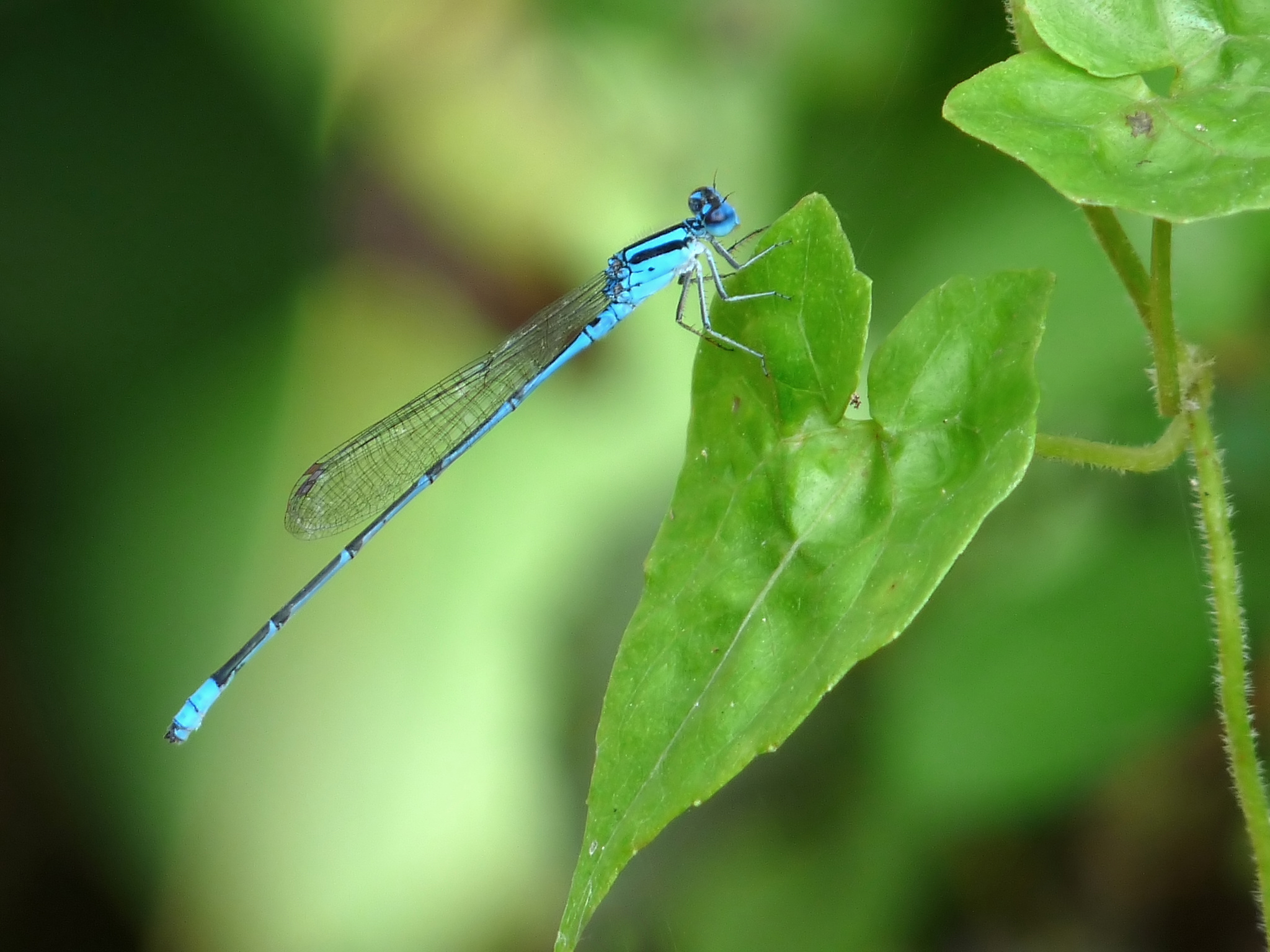
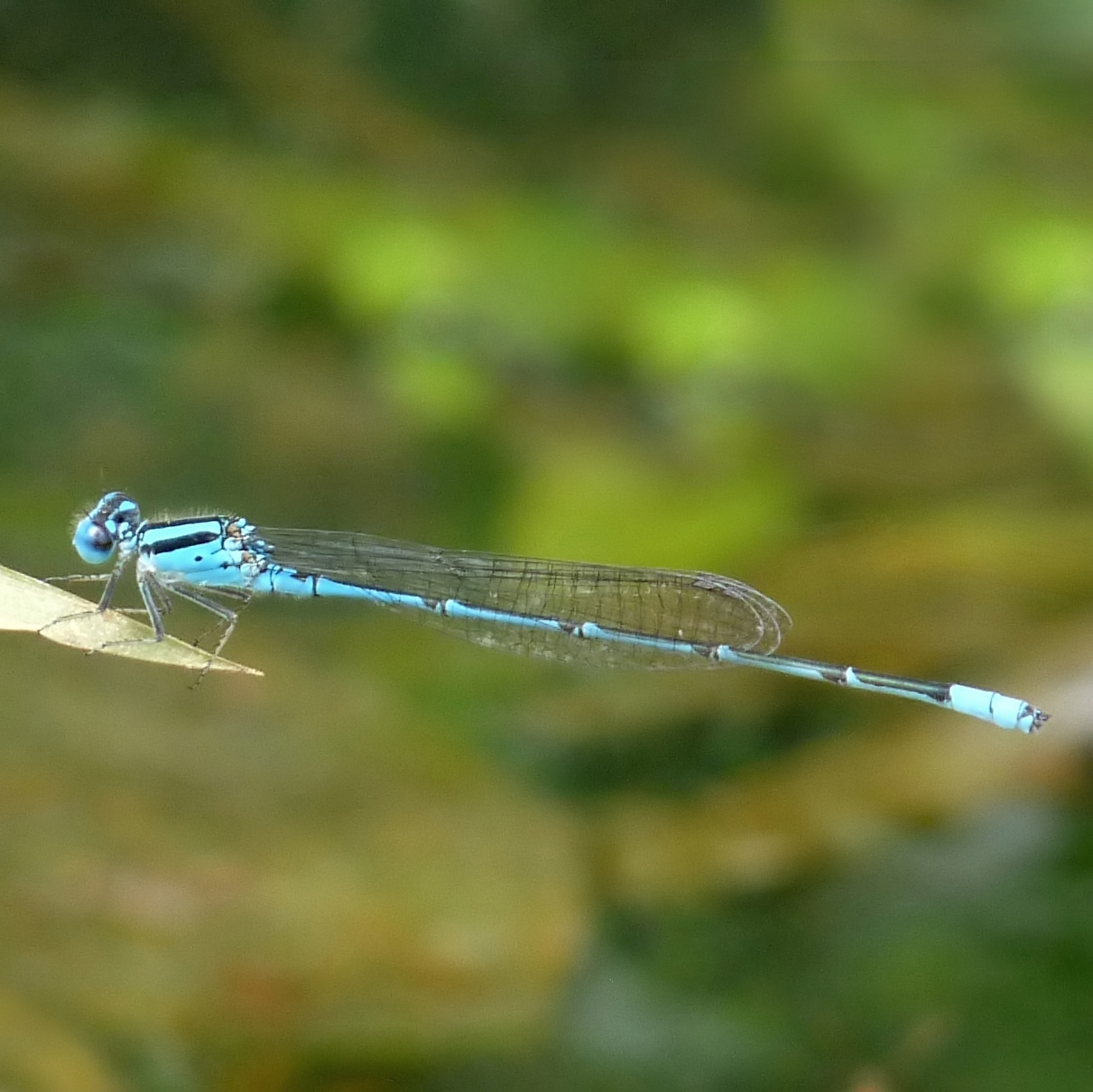